# نادي بورت
نادي بورت لكرة القدم (بالتايلندية: สโมสรฟุตบอลการท่าเรือ)، هو نادي كرة قدم محترف تايلاندي مقره في منطقة خلونغ توي في وسط بانكوك . يتنافسون في الدوري التايلاندي 1 وهم من أنجح الأندية في تاريخ كرة القدم التايلاندية ، بعد أن فازوا بكأس كور الملكي 8 مرات وكأس الملكة 6 مرات. في عام 2009 ، أضاف نادي تاي بورت كأس الاتحاد التايلاندي لكرة القدم إلى قائمة التكريم. في عام 2010 ، انتصر النادي مرة أخرى بعد فوزه بكأس الدوري التايلاندي الجديد.

## روابط خارجية
- http://portfootballclub.com/ الموقع الرسمي (التايلاندية)